# Democracia totalitaria
Democracia totalitaria es un término popularizado por el historiador israelí Yaakov Leib Talmón para referirse a un sistema de gobierno en el que los representantes elegidos legalmente mantienen la integridad de un estado nación cuyos ciudadanos, aunque se les concede el derecho al voto, tienen poca o nula participación en el proceso de toma de decisiones del gobierno. La frase había sido utilizada previamente por Bertrand de Jouvenel y E. H. Carr, y posteriormente por F. William Engdahl y Sheldon S. Wolin.

## Concepto según Talmón
El libro de 1952 de Talmón The Origins of Totalitarian Democracy analiza la transformación de un estado en el que los valores tradicionales y los artículos de fe dan forma al papel del gobierno en uno en el que la utilidad social tiene una prioridad absoluta. Su trabajo es una crítica de las ideas de Jean-Jacques Rousseau, cuya filosofía política influyó en gran medida en la Revolución Francesa, el auge de la Ilustración en Europa, así como el desarrollo general del pensamiento político y educativo moderno. En El contrato social, Rousseau sostiene que los intereses del individuo y del estado son uno y el mismo, y que es responsabilidad del estado implementar la voluntad general.
El neologismo político de la democracia mesiánica (también el mesianismo político) también se deriva de la introducción de Talmón a este trabajo: 
De hecho, desde el punto de vista de mediados del siglo XX, la historia de los últimos ciento cincuenta años parece una preparación sistemática para la colisión precipitada entre la democracia empírica y liberal, por un lado, y la democracia mesiánica totalitaria, por el otro, en la cual consiste la crisis mundial de hoy. - rousseaustudies.free.fr

## Diferencias en la filosofía democrática
La filosofía de la democracia totalitaria, según Talmón, se basa en una visión de arriba hacia abajo de la sociedad, que ve una verdad política absoluta y perfecta a la que todos los seres humanos razonables están impulsados. Se sostiene que no sólo está más allá del individuo llegar a esta verdad de manera independiente, sino que es su deber y responsabilidad ayudar a sus compatriotas a comprenderla. Además, cualquier actividad pública o privada que no avance en este objetivo no tiene un propósito útil, le quita tiempo, dinero y energía a las que sí lo hacen, y debe ser eliminada. Así, los esfuerzos económicos y sociales, que tienden a fortalecer al colectivo, se consideran valiosos, mientras que la educación y la religión, que tienden a fortalecer al individuo, se consideran contraproducentes. «No se puede ser ciudadano y cristiano al mismo tiempo», dice Talmon, refiriéndose a los argumentos de Rousseau, "porque las lealtades chocan".
En su artículo Advances in Chinese Social Sciences (2001), Mao Shoulong, profesor de Políticas Públicas en la Universidad Renmin de China, toma una posición diferente. Él postula que la democracia totalitaria, o lo que él llama «democracia orientada a la igualdad», se basa en la idea de que es posible, y necesario, que los derechos y libertades plenos de las personas no deben ser rehenes de tradiciones y arreglos sociales. Mao reconoce que el término «totalitario» tiene una connotación que se le atribuye, utilizado como lo fue por Giovanni Gentile para aplicar al gobierno fascista italiano dirigido por Benito Mussolini. Considera que los defensores de la democracia liberal (o democracia «occidental») mantienen una actitud negativa hacia la palabra y creen que la fuerza no es una forma adecuada de lograr un objetivo sin importar el valor de ese objetivo. Prefiere el término «democracia orientada a la libertad» para describir tal entidad política.

### Requisitos fundamentales
Una democracia totalitaria, dice Talmon, acepta la «soberanía territorial exclusiva» como su derecho. Conserva pleno poder de expropiación y pleno poder de imposición, es decir, el derecho a controlar todo y todos. El mantenimiento de tal poder, en ausencia del pleno apoyo de la ciudadanía, requiere la supresión enérgica de cualquier elemento disidente, excepto aquel que el gobierno permita o intencionalmente organice. Los demócratas liberales, que ven la fuerza política como un crecimiento de abajo hacia arriba (movimiento de bases), rechazan en principio la idea de la coerción en la configuración de la voluntad política, pero el estado democrático totalitario la mantiene como un imperativo permanente.
Se dice que un estado democrático totalitario maximiza su control sobre las vidas de sus ciudadanos utilizando el doble fundamento de la voluntad general (es decir, el "bien público") y el gobierno de la mayoría. Se puede argumentar que, en algunas circunstancias, es en realidad la élite política, económica y militar la que interpreta la voluntad general de acuerdo con sus propios intereses. Una vez más, sin embargo, es imperativo lograr el objetivo general de un nirvana político que dé forma a la visión del proceso, y se espera que el ciudadano contribuya lo mejor que pueda; al general no se le pide que guíe el arado ni al granjero que dirija las tropas.
Puede acercarse a la condición de totalitarismo; los estados totalitarios también pueden acercarse a la condición de democracia, o al menos al mayoritarismo. Los ciudadanos de un estado democrático totalitario, incluso cuando son conscientes de su verdadera impotencia, pueden apoyar a su gobierno. Cuando Alemania inició la Segunda Guerra Mundial, el gobierno nazi contó con el apoyo de la mayoría de los alemanes y no fue hasta mucho más tarde, cuando las pérdidas de Alemania comenzaron a acumularse, que el apoyo a Hitler comenzó a desvanecerse. Stalin fue adorado prácticamente por cientos de millones de ciudadanos soviéticos, muchos de los cuales no han cambiado de opinión incluso hoy, y su estatus aseguró que se llevarían a cabo sus reformas económicas y políticas. El término también se ha aplicado más recientemente a Sudáfrica bajo el gobierno del Congreso Nacional Africano.

## F. William Engdahl y Sheldon S. Wolin
Engdahl y Wolin agregan algunas dimensiones nuevas al análisis del totalitarismo. En Dominio de espectro completo: democracia totalitaria y el nuevo orden mundial, Engdahl se centra en el impulso estadounidense para lograr la hegemonía global a través de medios militares y económicos. Según él, los objetivos del estado de Estados Unidos han llevado a condiciones internas que se asemejan al totalitarismo: «[es] un establecimiento de poder que en el transcurso de la Guerra Fría se ha salido de control y ahora amenaza no solo las instituciones fundamentales de la democracia, sino incluso de la vida en el planeta debido al creciente riesgo de guerra nuclear por error de cálculo».

Wolin también analiza la simbiosis de los intereses comerciales y públicos que surgieron en la Guerra Fría para formar la tendencia de lo que él llamatotalitarismo invertido:
Mientras explota la autoridad y los recursos del estado, [el totalitarismo invertido] gana su dinámica al combinarse con otras formas de poder, como las religiones evangélicas, y más notablemente al fomentar una relación simbiótica entre el gobierno tradicional y el sistema de gobierno "privado" representado. por la corporación empresarial moderna. El resultado no es un sistema de codeterminación por socios iguales que conservan sus respectivas identidades, sino más bien un sistema que representa la mayoría de edad política del poder corporativo.
En otra parte, en un artículo titulado "Totalitarismo invertido" Wolin cita fenómenos como la falta de participación de los ciudadanos en un marco político estrecho (debido a la influencia del dinero), la privatización de la seguridad social y los aumentos masivos del gasto militar. y el gasto en vigilancia como ejemplos del alejamiento del gobierno público hacia un gobierno controlado por el sector privado. La influencia corporativa es explícita a través de los medios de comunicación e implícita a través de la privatización de la universidad. Además, muchos centros de pensamiento políticos han fomentado este proceso al difundir la ideología conservadora. Wolin afirma: «[Con] todos los elementos en su lugar ... lo que está en juego, entonces, es nada menos que el intento de transformación de una sociedad tolerablemente libre en una variante de los regímenes extremos del siglo pasado».
Slavoj Žižek llega a conclusiones similares en su libro Bienvenido al desierto de lo real. Aquí sostiene que la guerra contra el terrorismo sirvió como justificación para la suspensión de las libertades civiles en Estados Unidos, mientras que la promesa de democracia y libertad se difundió en el exterior como justificación para invadir Irak y Afganistán . Dado que las democracias occidentales siempre están justificando estados de excepción, están fracasando como sitios de agencia política.